# Браддок-Гіллс (Пенсільванія)
Браддок-Гіллс (англ. Braddock Hills) — місто (англ. borough) в США, в окрузі Аллегені штату Пенсільванія. Населення — 1730 осіб (2020).

## Географія
Браддок-Гіллс розташований за координатами 40°24′52″ пн. ш. 79°51′41″ зх. д. / 40.41444° пн. ш. 79.86139° зх. д. (40.414470, -79.861288).  За даними Бюро перепису населення США в 2010 році місто мало площу 2,47 км², з яких 2,45 км² — суходіл та 0,02 км² — водойми.

## Демографія
Згідно з переписом 2010 року, у селищі мешкало 1880 осіб у 1016 домогосподарствах у складі 470 родин. Густота населення становила 760 осіб/км².  Було 1078 помешкань (436/км²).
Расовий склад населення:
| - 68,9 % — білих - 27,9 % — чорних або афроамериканців - 0,3 % — корінних американців - 0,3 % — азіатів |

До двох чи більше рас належало 2,1 %. Частка іспаномовних становила 1,4 % від усіх жителів.
За віковим діапазоном населення розподілялося таким чином: 16,6 % — особи молодші 18 років, 58,8 % — особи у віці 18—64 років, 24,6 % — особи у віці 65 років та старші. Медіана віку мешканця становила 48,0 року. На 100 осіб жіночої статі у селищі припадало 79,7 чоловіків;  на 100 жінок у віці від 18 років та старших — 75,3 чоловіків також старших 18 років.
Середній дохід на одне домашнє господарство  становив 52 112 долари США (медіана — 30 871), а середній дохід на одну сім'ю — 83 937 доларів (медіана — 70 500). Медіана доходів становила 44 342 долари для чоловіків та 36 190 доларів для жінок. За межею бідності перебувало 17,8 % осіб, у тому числі 17,5 % дітей у віці до 18 років та 15,8 % осіб у віці 65 років та старших.
Цивільне працевлаштоване населення становило 779 осіб. Основні галузі зайнятості: освіта, охорона здоров'я та соціальна допомога — 30,4 %, роздрібна торгівля — 15,1 %, науковці, спеціалісти, менеджери — 11,8 %, виробництво — 11,0 %.